# スカイパックツアーズ
スカイパックツアーズ株式会社は旅行業法に基づく旅行業者である。観光庁長官登録旅行業第1507号。
スカイマーク専売のツアーホールセラーであり、スカイマークを使ったパッケージツアーを販売している。

## 概説
スカイマークエアラインズ株式会社出資にて、スカイマークの専売ツアーホールセラーとして、2002年3月に港区大門にスカイマークツアーズ株式会社として港区大門に創業。
2021年現在、東京本社、福岡支店、神戸支店、名古屋支店の4店舗を構える。

## 概要
- 社名 スカイパックツアーズ株式会社
- 本店 東京都中央区東日本橋1-1-5
- 代表取締役 横山正巳

## 沿革
- 2002年 - スカイマークツアーズ株式会社 開設　スカイマーク１００％出資
- 2006年 - スカイパックツアーズ株式会社に商号変更
- 2017年 - 福岡支店・神戸支店開設
- 2019年 - 名古屋支店開設